# 26. Festiwal Polskich Filmów Fabularnych w Gdyni
26. Festiwal Polskich Filmów Fabularnych odbył się w 2001 w Gdyni.

## Laureaci
Złote Lwy dla najlepszego filmu: Cześć Tereska reż. Robert Gliński.
Jury przyznało nagrodę dodatkową filmowi Portret podwójny reż. Mariusz Front za poszukiwanie nowych form wyrazu.
Złote Lwy dla producenta najlepszego filmu: Telewizja Polska – Agencja Filmowa.
Nagroda specjalna Jury: Requiem w reż. Witold Leszczyński.
Nagrody indywidualne:
- reżyseria: Michał Rosa Cisza
- scenariusz: Yurek Bogayevicz Boże skrawki
- debiut reżyserski: Artur Urbański Bellissima
- pierwszoplanowa rola kobieca:
  - Ewa Kasprzyk Bellissima
  - Kinga Preis Cisza
- pierwszoplanowa rola męska: Krzysztof Pieczyński Jutro będzie niebo
- zdjęcia: Marian Prokop Stacja
- muzyka: Michał Lorenc Przedwiośnie
- scenografia: Anna Wunderlich Przedwiośnie
- drugoplanowa rola kobieca: Jury nie przyznło nagrody tylko przekazało ją do kategorii za pierwszoplanową rolę kobiecą.
- drugoplanowa rola męska: Bartosz Obuchowicz Stacja
- dźwięk: Francois Musy, Mariusz Kuczyński, Joanna Napieralska, Marek Wronko Weiser
- montaż: Milenia Fiedler Weiser
- kostiumy: Małgorzata Braszka Przedwiośnie

Młodzieżowe Jury przyznało nagrodę Mariuszowi Frontowi za film Portret podwójny.
Nagroda dla najlepszego filmu komediowego ufundowana przez Video Studio Gdańsk:
- Stacja w reż. Piotr Wereśniak
- Sezon na leszcza w reż. Bogusław Linda

Nagrodę Stowarzyszenia Filmowców Polskich za twórcze przedstawienie współczesności: Weiser reż. Wojciech Marczewski.
Nagroda Prezydenta Miasta Gdyni za debiut aktorski: Magdalena Schejbal Głośniej od bomb.
Nagroda ufundowana przez Przewodniczącego Krajowej Rady Radiofonii i Telewizji: Bellisima reż. Artur Urbański.
Nagroda Telewizji Polskiej S.A.: List reż. Denijal Hasanović.
Nagroda publiczności – Złoty Klakier – ufundowaną przez Radio Gdańsk S.A.: Cześć Tereska reż. Robert Gliński.
Nagroda dziennikarzy: Cześć Tereska reż. Robert Gliński.
Nagrodę Feniks Polish Film Promotion organizatora Festiwalu Polskich filmów Fabularnych w Toronto: Yurek Bogayewicz za film Boże skrawki.
Sponsor festiwalu Lukas Bank nagrodził Jerzego Kawalerowicza za wybitne osiągnięcia w kinematografii.

## Jury
- Janusz Majewski (przewodniczący) – reżyser
- Edward Kłosiński – operator
- Andrzej Kotkowski – reżyser
- Janusz Sosnowski – scenograf
- Bolesław Sulik – filmowiec, scenarzysta, publicysta i krytyk filmowy
- Małgorzata Szumowska – reżyser
- Halina Winiarska – aktorka teatralna i filmowa
- Janusz Zaorski – reżyser
- Michał Żarnecki – reżyser dźwięku

## Filmy konkursowe
Angelus, reż. Lech J. Majewski
Bellissima, reż. Artur Urbański
blok.pl, reż. Marek Bukowski
Boże skrawki, reż. Yurek Bogajewicz
Cisza: Naznaczeni, reż. Michał Rosa
Córa marnotrawna, reż. Andrzej Kondratiuk
Cześć Tereska, reż. Robert Gliński
Eukaliptus, reż. Marcin Krzyształowicz
Głośniej od bomb, reż. Przemysław Wojcieszek
Inferno, reż. Maciej Pieprzyca
Jutro będzie niebo, reż. Jarosław Marszewski
List, reż. Denijal Hasanović
Listy miłosne, reż. Sławomir Kryński
Na swoje podobieństwo, reż. Greg Zglinski
Owoce miłości, reż. Marek Żydowicz
Pieniądze to nie wszystko, reż. Juliusz Machulski
Poranek kojota, reż. Olaf Lubaszenko
Portret podwójny, reż. Mariusz Front
Przedwiośnie, reż. Filip Bajon
Reich, reż. Władysław Pasikowski
Requiem, reż. Witold Leszczyński
Sezon na leszcza, reż. Bogusław Linda
Wielkie rzeczy: Sieć, reż. Krzysztof Krauze
Stacja, reż. Piotr Wereśniak
Syzyfowe prace, reż. Paweł Komorowski
Sześć dni strusia, reż. Jarosław Żamojda
Świąteczna przygoda, reż. Dariusz Zawiślak
Tryumf Pana Kleksa, reż. Krzysztof Gradowski
Weiser, reż. Wojciech Marczewski
W pustyni i w puszczy, reż. Gavin Hood
Że życie ma sens, reż. Grzegorz Lipiec

## Pokazy pozakonkursowe
Arche, reż. Grzegorz Auguścik
Buty, reż. Marek Janiak i Andrzej Kwietniewski
C.K. Dezerterzy, reż. Janusz Majewski
Córka kapitana, reż. Aleksandr Proszkin
Epitafium dla Barbary Radziwiłłówny, reż. Janusz Majewski
Lekcja martwego języka, reż. Janusz Majewski
Krzyżacy, reż. Aleksander Ford
Marszałek Piłsudski, reż. Andrzej Trzos-Rastawiecki
Mroczna dzielnica, reż. Andrzej Bartkowiak
Nigdzie, reż. Mariusz Chandoha i Marcin Szot
Oko Boga, reż. Piotr Krzywiec
Pate, reż. Agnieszka Wójtowicz-Vosloo
Powrót
Przyjmę egzekucję długów, osób... itp., reż. Marek Piwowski
Quo vadis, reż. Jerzy Kawalerowicz
Reality Show, reż. Jakub Nieścierow
Stracone dusze, reż. Janusz Kamiński
Sublokator, reż. Janusz Majewski
W pustyni i w puszczy, reż. Władysław Ślesicki
Wiatr od morza, reż. Kazimierz Czyński
Zazdrość i medycyna reż. Janusz Majewski
Zaklete rewiry, reż. Janusz Majewski
Juliusz Kaden-Bandrowski: Bigda idzie, reż. Andrzej Wajda (Teatr Telewizji)
Szymon Anski: Dybuk, reż. Agnieszka Holland (Teatr Telewizji)
Grzegorz Strumyk: Łzy, reż. Filip Zylber (Teatr Telewizji)
Piotr Kokociński: Miś Kolabo, reż. Ryszard Bugajski (Teatr Telewizji)
Herbert Berger: Nie strój zdobi nieboszczyka, reż. Jerzy Stuhr (Teatr Telewizji)
Marius von Mayenburg: Pasożyty, reż. Piotr Łazarkiewicz (Teatr Telewizji)
Gerard Aubert: Podróż, reż. Piotr Mikucki (Teatr Telewizji)
Sławomir Mrożek: Wielebni, reż. Jerzy Stuhr (Teatr Telewizji)
Radek Knapp: Wielki świat, reż. Witold Leszczyński (Teatr Telewizji)